# Çalışgan & Heuser
Çalışgan & Heuser ist ein deutsch-türkisches Weltmusikduo bestehend aus Kazım Çalışgan und Andreas Heuser. Die beiden Musiker sind auch die Initiatoren und Leiter des 2003 gegründeten Transorient Orchestra und arbeiteten bereits seit 1988 regelmäßig zusammen. 1996/997 nahmen sie ihr gemeinsames Album Asya (Acoustic Music, 1997) auf. 2005 folgte Karadeniz (Yaboa Music) vom Transorient Orchestra.
Çalışgan spielt in der Formation türkische Saiteninstrumente wie Saz, Cura, Tambur und Cümbüş und die Perkussionsinstrumente Talking Drum, Darbuka, Bendir, Davul. Außerdem übernimmt er den Gesangspart innerhalb des Duos. Heuser spielt verschiedene Gitarren (6-, 8- und 10-saitige Akustikgitarren, Requinto und E-Gitarre), die 5-saitige E-Violine und Percussion. 

## Diskografie
- 1997: Asya
- 2005: Karadeniz